# Myrmica bergi
Myrmica bergi (лат.) — вид мелких муравьёв рода Myrmica (подсемейство мирмицины).

## Распространение
Палеарктика, полупустыни и степная зона: Европа, Закавказье, Иран, Казахстан, Кыргызстан, Россия (Алтай, Астрахань), Украина.

## Описание
Мелкие рыжевато-коричневые муравьи длиной около 5 мм. Стебелёк между грудкой и брюшком состоит из двух члеников: петиолюса и постпетиолюса (последний четко отделен от брюшка), жало развито, куколки голые (без кокона).

## Систематика
Близок к видам Myrmica divergens и Myrmica gallienii из комплекса Myrmica bergi (группа Myrmica scabrinodis). Вид был впервые описан в 1902 году русским зоологом Михаилом Дмитриевичем Рузским (1864—1948) и назван в честь академика Льва Семеновича Берга (1876—1950), нашедшего типовую серию на побережье Аральского моря в 1901 году.